# Columelliaceae
Columelliaceae D.Don, 1828 è una famiglia di piante angiosperme dell'ordine Bruniales.

## Tassonomia
La famiglia comprende i seguenti generi:
- Columellia Ruiz & Pav.
- Desfontainia Ruiz & Pav.